# Kaman Aerospace Corporation
La Kaman Aerospace Corporation fa parte del Kaman Aerospace Group insieme alla Kamatics Corporation.

## Storia
Questa ripartizione è successiva alla nascita nel 1945 della società stessa, ad opera di Charles H. Kaman, pioniere nel campo elicotteristico. Attualmente è basata su tre divisioni che sono la divisione aerostrutture, la divisione elicotteri e la divisione fusibili.
Il nome di quest'ultima, poco ovvio, fa riferimento al fatto che nel campo delle bombe vengono indicati genericamente come "fusibili" tutti i dispositivi di innesco, sia a tempo che a contatto che di prossimità.

## Il presente
Il prodotto più noto dell'azienda è l'elicottero SH-2 Seasprite, in produzione da oltre quarant'anni, ma l'azienda ha in produzione anche un curioso quanto innovativo elicottero medio con due rotori posti su piani non paralleli, il K-MAX (utilizzato come gru volante), e dei droni, oltre a mantenere significative collaborazioni con altre aziende del settore ed un centro di ricerca elettro-ottico legato al settore della difesa.

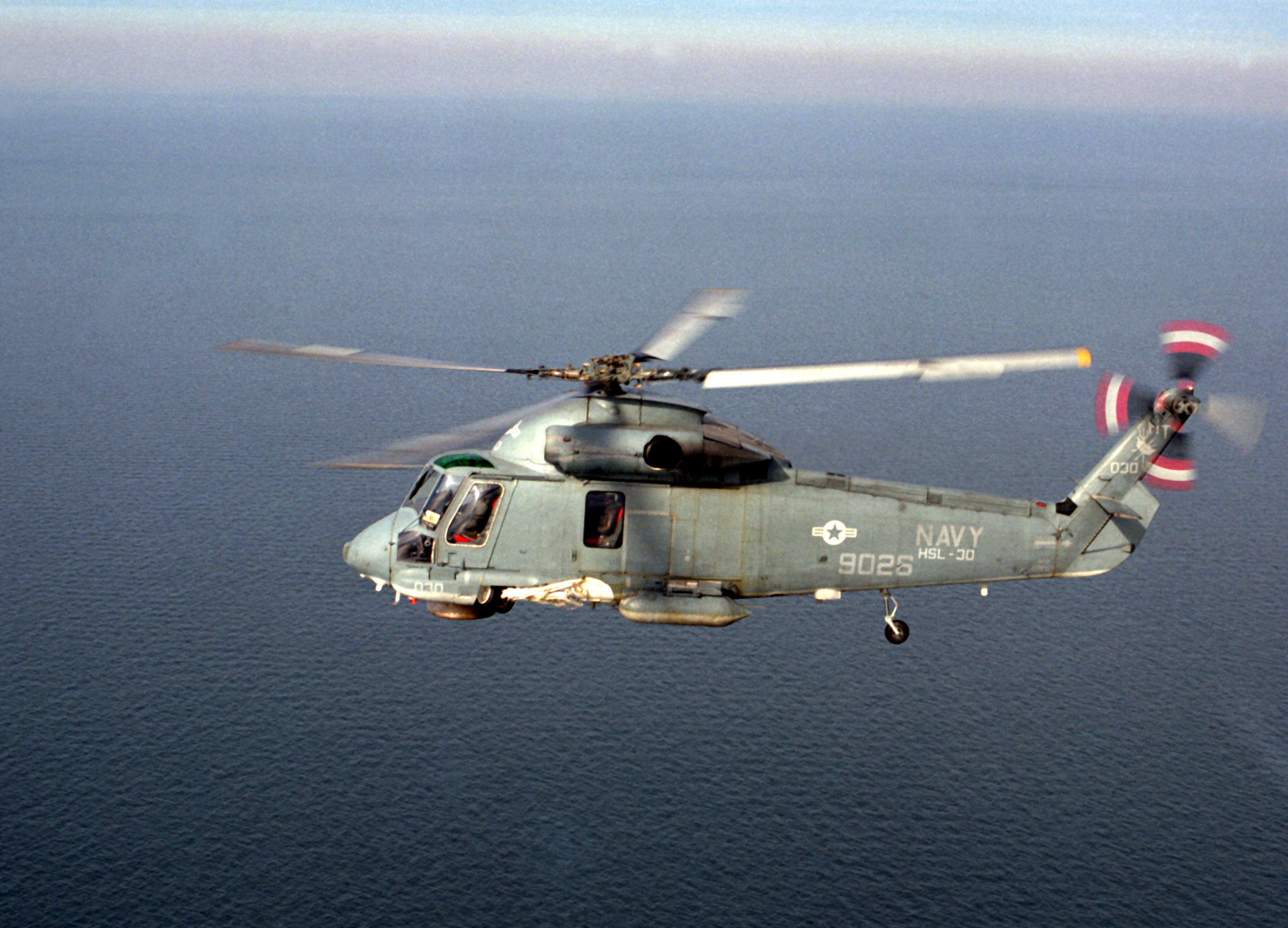
un SH-2 Seasprite
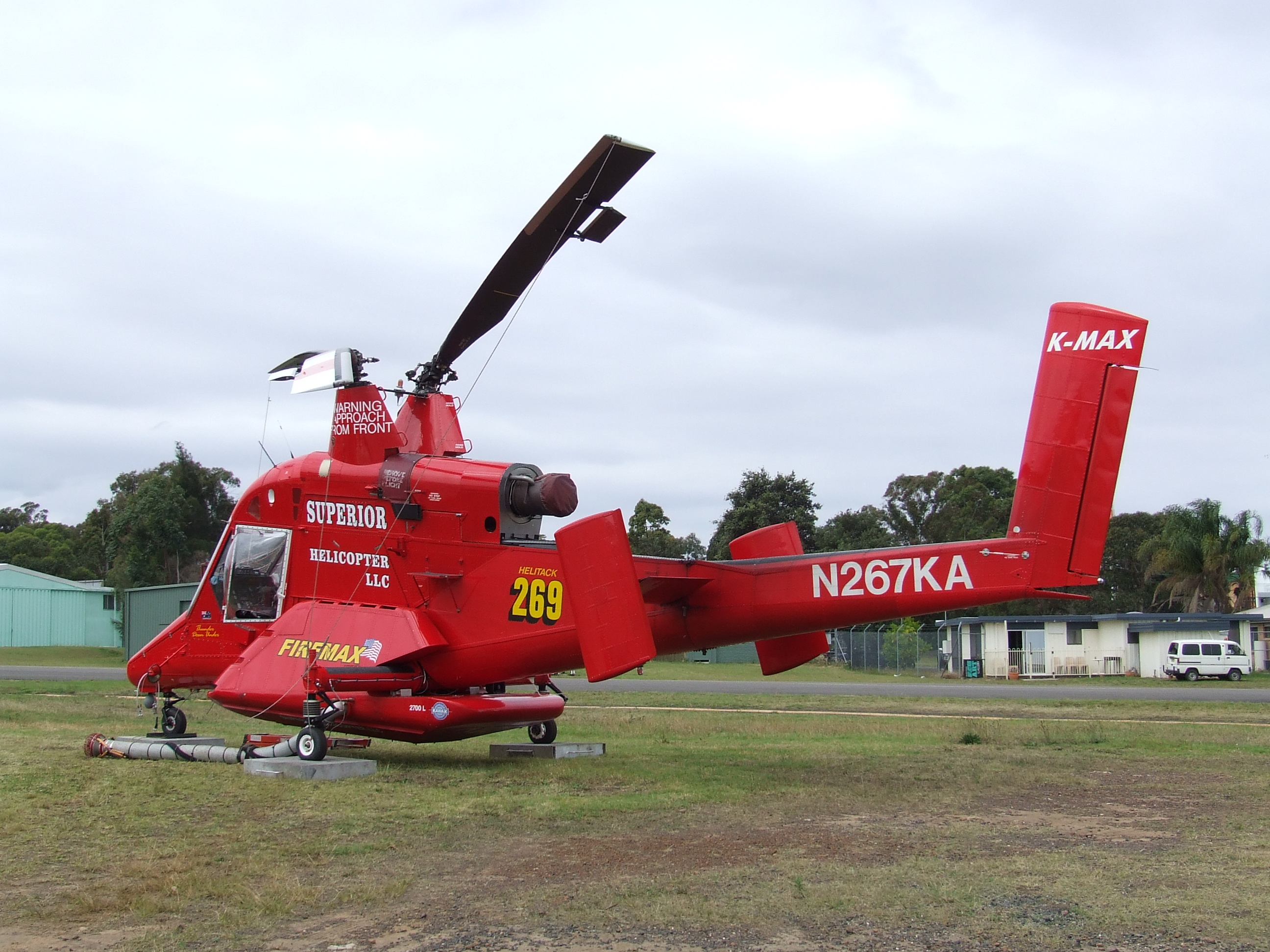
un K-MAX